# Liste des chapelles du Nord
La liste des chapelles du Nord présente les chapelles de culte catholique situées sur le territoire des communes du départements français du Nord.
Il est fait état des diverses protections dont elles peuvent bénéficier, et notamment les inscriptions et classements au titre des monuments historiques.

## Archidiocèse de Cambrai
Toutes sont situées dans l'archidiocèse de Cambrai moins les arrondissements de Lille, Dunkerque et Hazebrouck appartenant à l'archidiocèse de Lille.

### Liste
| Chapelle                                                                           | Commune                      | Adresse | Coordonnées                      | Notice         | Protection | Date | Illustration                                                                  |
| ---------------------------------------------------------------------------------- | ---------------------------- | ------- | -------------------------------- | -------------- | ---------- | ---- | ----------------------------------------------------------------------------- |
| Chapelle de la Perche                                                              | Aibes                        |         | 50° 13′ 43″ nord, 4° 06′ 52″ est |                |            |      | Image manquante Téléverser                                                    |
| Chapelle Saint-Gorgon d'Anor                                                       | Anor                         |         | 49° 59′ 35″ nord, 4° 05′ 27″ est |                |            |      | Chapelle Saint-Gorgon d'Anor                                                  |
| Chapelle Sainte-Geneviève de Grand Millebrugge                                     | Armbouts-Cappel              |         | 50° 58′ 02″ nord, 2° 20′ 43″ est |                |            |      | Image manquante Téléverser                                                    |
| Chapelle du lycée Saint-Jude d'Armentières                                         | Armentières                  |         | 50° 41′ 13″ nord, 2° 52′ 32″ est |                |            |      | Image manquante Téléverser                                                    |
| Chapelle de l'Attarguette                                                          | Attiches                     |         | 50° 29′ 55″ nord, 3° 04′ 26″ est |                |            |      | Chapelle de l'Attarguette                                                     |
| Chapelle de Cité du Bon Air                                                        | Auby                         |         | 50° 25′ 16″ nord, 3° 03′ 50″ est |                |            |      | Chapelle de Cité du Bon Air                                                   |
| Chapelle Notre-Dame-de-Bon-Secours d'Auby                                          | Auby                         |         | 50° 24′ 54″ nord, 3° 03′ 24″ est |                |            |      | Chapelle Notre-Dame-de-Bon-Secours d'Auby                                     |
| Chapelle de la Vierge d'Auchy-lez-Orchies                                          | Auchy-lez-Orchies            |         | 50° 28′ 50″ nord, 3° 12′ 08″ est |                |            |      | Chapelle de la Vierge d'Auchy-lez-Orchies                                     |
| Chapelle Saint-Joseph de Bachant                                                   | Bachant                      |         | 50° 12′ 53″ nord, 3° 51′ 51″ est |                |            |      | Image manquante Téléverser                                                    |
| Chapelle de la maison de retraite de Bailleul                                      | Bailleul                     |         | 50° 44′ 15″ nord, 2° 44′ 16″ est |                |            |      | Image manquante Téléverser                                                    |
| Chapelle Notre-Dame de Hal de Bailleul                                             | Bailleul                     |         | 50° 44′ 20″ nord, 2° 44′ 22″ est |                |            |      | Chapelle Notre-Dame de Hal de Bailleul                                        |
| Chapelle Saint-Fiacre de Baives                                                    | Baives                       |         | 50° 03′ 48″ nord, 4° 11′ 18″ est |                |            |      | Chapelle Saint-Fiacre de Baives                                               |
| Chapelle Notre-Dame-de-Grâce de Bazuel                                             | Bazuel                       |         | 50° 05′ 11″ nord, 3° 35′ 21″ est |                |            |      | Image manquante Téléverser                                                    |
| Chapelle des Cœurs-de-Jésus-et-Marie de Beaudignies                                | Beaudignies                  |         | 50° 14′ 28″ nord, 3° 35′ 33″ est |                |            |      | Chapelle des Cœurs-de-Jésus-et-Marie de Beaudignies                           |
| Chapelle Saint-Roch de Bellaing                                                    | Bellaing                     |         | 50° 21′ 48″ nord, 3° 25′ 33″ est |                |            |      | Chapelle Saint-Roch de Bellaing                                               |
| Chapelle du cimetière de Bellignies                                                | Bellaing                     |         | 50° 19′ 34″ nord, 3° 45′ 56″ est | « PA00107365 » |            |      | Image manquante Téléverser                                                    |
| Chapelle Notre-Dame-de-Lourdes de Cambron                                          | Bermeries                    |         | 50° 17′ 21″ nord, 3° 44′ 53″ est |                |            |      | Chapelle Notre-Dame-de-Lourdes de Cambron                                     |
| Chapelle de la Passion de Mont-des-Cats                                            | Berthen                      |         | 50° 47′ 02″ nord, 2° 40′ 12″ est |                |            |      | Chapelle de la Passion de Mont-des-Cats                                       |
| Chapelle Sainte-Anne de Bertry                                                     | Bertry                       |         | 50° 04′ 46″ nord, 3° 26′ 42″ est |                |            |      | Image manquante Téléverser                                                    |
| Chapelle de Bettignies                                                             | Bettignies                   |         | 50° 20′ 05″ nord, 3° 58′ 35″ est |                |            |      | Chapelle de Bettignies                                                        |
| Chapelle Notre-Dame-de-Lourdes de Beugnies                                         | Beugnies                     |         | 50° 09′ 42″ nord, 4° 00′ 59″ est |                |            |      | Chapelle Notre-Dame-de-Lourdes de Beugnies                                    |
| Chapelle de la Taquennerie de Beugnies                                             | Beugnies                     |         | 50° 09′ 21″ nord, 4° 00′ 50″ est |                |            |      | Image manquante Téléverser                                                    |
| Chapelle Notre-Dame-de-Bon-Secours de Beuvry-la-Forêt                              | Beuvry-la-Forêt              |         | 50° 26′ 39″ nord, 3° 15′ 49″ est |                |            |      | Chapelle Notre-Dame-de-Bon-Secours de Beuvry-la-Forêt                         |
| Chapelle Marie-Consolation-de-la-peur de Boeschepe                                 | Boeschepe                    |         | 50° 47′ 50″ nord, 2° 40′ 16″ est |                |            |      | Chapelle Marie-Consolation-de-la-peur de Boeschepe                            |
| Chapelle de l'Immaculée-Conception de Boeschepe                                    | Boeschepe                    |         | 50° 47′ 59″ nord, 2° 41′ 24″ est |                |            |      | Chapelle de l'Immaculée-Conception de Boeschepe                               |
| Chapelle Notre-Dame-du-Sacré-Cœur de Boeschepe                                     | Boeschepe                    |         | 50° 47′ 22″ nord, 2° 42′ 05″ est |                |            |      | Chapelle Notre-Dame-du-Sacré-Cœur de Boeschepe                                |
| Chapelle Notre-Dame-du-Bon-Secours de Bousbecque                                   | Bousbecque                   |         | 50° 46′ 22″ nord, 3° 04′ 20″ est |                |            |      | Chapelle Notre-Dame-du-Bon-Secours de Bousbecque                              |
| Chapelle Notre-Dame-de-Lourdes de Bousbecque                                       | Bousbecque                   |         | 50° 45′ 58″ nord, 3° 04′ 40″ est |                |            |      | Chapelle Notre-Dame-de-Lourdes de Bousbecque                                  |
| Chapelle de la Croix-Blanche de Bousbecque                                         | Bousbecque                   |         | 50° 46′ 23″ nord, 3° 03′ 51″ est |                |            |      | Chapelle de la Croix-Blanche de Bousbecque                                    |
| Chapelle Saint-Joseph de Bousbecque                                                | Bousbecque                   |         | 50° 46′ 16″ nord, 3° 04′ 39″ est |                |            |      | Chapelle Saint-Joseph de Bousbecque                                           |
| Chapelle du Christ-Rédempteur de Bousignies                                        | Bousignies                   |         | 50° 26′ 04″ nord, 3° 20′ 46″ est |                |            |      | Chapelle du Christ-Rédempteur de Bousignies                                   |
| Chapelle Saint-Joseph de Boussières-sur-Sambre                                     | Boussières-sur-Sambre        |         | 50° 14′ 22″ nord, 3° 52′ 45″ est |                |            |      | Image manquante Téléverser                                                    |
| Chapelle Saint-Hubert de Bouvines                                                  | Bouvines                     |         | 50° 34′ 40″ nord, 3° 11′ 22″ est |                |            |      | Chapelle Saint-Hubert de Bouvines                                             |
| Chapelle du Sacré-Cœur de Briastre                                                 | Briastre                     |         | 50° 09′ 45″ nord, 3° 29′ 29″ est |                |            |      | Image manquante Téléverser                                                    |
| Chapelle Notre-Dame de Malaise                                                     | Bruille-Saint-Amand          |         | 50° 27′ 10″ nord, 3° 31′ 22″ est | « PA00107391 » |            |      | Chapelle Notre-Dame de Malaise                                                |
| Chapelle Notre-Dame-de-Bon-Secours de Bry                                          | Bry                          |         | 50° 19′ 04″ nord, 3° 41′ 02″ est |                |            |      | Image manquante Téléverser                                                    |
| Chapelle Notre-Dame de Pérueltz de Busigny                                         | Busigny                      |         | 50° 01′ 39″ nord, 3° 27′ 40″ est |                |            |      | Image manquante Téléverser                                                    |
| Chapelle Saint-Urbain de Busigny                                                   | Busigny                      |         | 50° 02′ 31″ nord, 3° 28′ 58″ est |                |            |      | Chapelle Saint-Urbain de Busigny                                              |
| Chapelle occupant le chœur de l'église de Bévillers                                | Bévillers                    |         | 50° 09′ 24″ nord, 3° 23′ 27″ est |                |            |      | Image manquante Téléverser                                                    |
| Chapelle Notre-Dame des douleurs de Cagnoncles                                     | Cagnoncles                   |         | 50° 11′ 21″ nord, 3° 18′ 05″ est |                |            |      | Image manquante Téléverser                                                    |
| Chapelle de Cagnoncles                                                             | Cagnoncles                   |         | 50° 11′ 23″ nord, 3° 18′ 32″ est |                |            |      | Image manquante Téléverser                                                    |
| Chapelle des Jésuites de Cambrai                                                   | Cambrai                      |         | 50° 10′ 22″ nord, 3° 13′ 51″ est | « PA00107400 » |            |      | Chapelle des Jésuites de Cambrai                                              |
| Chapelle du refuge de l'abbaye de Vaucelles                                        | Cambrai                      |         | 50° 10′ 27″ nord, 3° 13′ 44″ est | « PA59000106 » |            |      | Chapelle du refuge de l'abbaye de Vaucelles                                   |
| Chapelle du couvent des Récollets de Cambrai                                       | Cambrai                      |         | 50° 10′ 33″ nord, 3° 13′ 30″ est |                |            |      | Image manquante Téléverser                                                    |
| Chapelle du lycée Saint-Luc de Cambrai                                             | Cambrai                      |         | 50° 10′ 11″ nord, 3° 13′ 48″ est |                |            |      | Image manquante Téléverser                                                    |
| Chapelle du Sacré-Cœur de Cambrai                                                  | Cambrai                      |         | à géolocaliser                   |                |            |      | Image manquante Téléverser                                                    |
| Chapelle Notre-Dame-de-Bon-Secours de Morenchies                                   | Cambrai                      |         | 50° 11′ 40″ nord, 3° 14′ 39″ est |                |            |      | Image manquante Téléverser                                                    |
| Chapelle Notre-Dame-du-Bon-Secours de Faubourg Saint-Druon                         | Cambrai                      |         | 50° 09′ 44″ nord, 3° 14′ 29″ est |                |            |      | Image manquante Téléverser                                                    |
| Chapelle Saint-Bernard dite chapelle Vaucelette de Cambrai                         | Cambrai                      |         | 50° 10′ 26″ nord, 3° 13′ 43″ est |                |            |      | Image manquante Téléverser                                                    |
| Chapelle Saint-Julien de Cambrai                                                   | Cambrai                      |         | 50° 10′ 31″ nord, 3° 13′ 44″ est |                |            |      | Image manquante Téléverser                                                    |
| Chapelle de la Vierge de Cantaing-sur-Escaut                                       | Cantaing-sur-Escaut          |         | 50° 08′ 59″ nord, 3° 10′ 00″ est |                |            |      | Chapelle de la Vierge de Cantaing-sur-Escaut                                  |
| Chapelle Saint-Hubert de Cantaing-sur-Escaut                                       | Cantaing-sur-Escaut          |         | 50° 08′ 48″ nord, 3° 09′ 16″ est |                |            |      | Image manquante Téléverser                                                    |
| Chapelle Saint-Nicolas de Cassel                                                   | Cassel                       |         | 50° 48′ 06″ nord, 2° 28′ 58″ est |                |            |      | Chapelle Saint-Nicolas de Cassel                                              |
| Chapelle Notre-Dame-des-Miracles de Cassel                                         | Cassel                       |         | 50° 47′ 37″ nord, 2° 28′ 54″ est |                |            |      | Image manquante Téléverser                                                    |
| Chapelle Notre-Dame-des-Grâces de Cassel                                           | Cassel                       |         | 50° 47′ 34″ nord, 2° 29′ 17″ est |                |            |      | Chapelle Notre-Dame-des-Grâces de Cassel                                      |
| Chapelle du Staeck Hoever                                                          | Cassel                       |         | 50° 48′ 14″ nord, 2° 29′ 17″ est |                |            |      | Image manquante Téléverser                                                    |
| Chapelle Moreel de Cassel                                                          | Cassel                       |         | 50° 47′ 57″ nord, 2° 29′ 31″ est |                |            |      | Chapelle Moreel de Cassel                                                     |
| Chapelle de Horne de Cassel                                                        | Cassel                       |         | 50° 48′ 07″ nord, 2° 29′ 11″ est |                |            |      | Image manquante Téléverser                                                    |
| Chapelle Saint-Louis de Cassel                                                     | Cassel                       |         | 50° 47′ 53″ nord, 2° 29′ 29″ est |                |            |      | Image manquante Téléverser                                                    |
| Chapelle Ghillet                                                                   | Catillon-sur-Sambre          |         | 50° 05′ 28″ nord, 3° 39′ 34″ est |                |            |      | Chapelle Ghillet                                                              |
| Chapelle Sainte-Maxellende de Caudry                                               | Caudry                       |         | 50° 07′ 28″ nord, 3° 24′ 26″ est |                |            |      | Image manquante Téléverser                                                    |
| Chapelle Saint-Roch de la Motte                                                    | Caullery                     |         | 50° 05′ 17″ nord, 3° 22′ 27″ est |                |            |      | Chapelle Saint-Roch de la Motte                                               |
| Chapelle Notre-Dame-de-Grâce-et-des-Trois-Vierges de Caëstre                       | Caëstre                      |         | 50° 45′ 28″ nord, 2° 36′ 22″ est |                |            |      | Chapelle Notre-Dame-de-Grâce-et-des-Trois-Vierges de Caëstre                  |
| Chapelle Notre-Dame d'Épinoy                                                       | Clairfayts                   |         | 50° 10′ 01″ nord, 4° 06′ 35″ est | « PA00107431 » |            |      | Chapelle Notre-Dame d'Épinoy                                                  |
| Chapelle Huart                                                                     | Clairfayts                   |         | 50° 08′ 58″ nord, 4° 07′ 43″ est | « PA00107432 » |            |      | Image manquante Téléverser                                                    |
| Chapelle Saint-Roch de Colleret                                                    | Colleret                     |         | 50° 15′ 30″ nord, 4° 04′ 18″ est |                |            |      | Chapelle Saint-Roch de Colleret                                               |
| Chapelle du Dieu-de-Pitié de Cousolre                                              | Cousolre                     |         | 50° 14′ 43″ nord, 4° 09′ 06″ est | « PA00107441 » |            |      | Chapelle du Dieu-de-Pitié de Cousolre                                         |
| Chapelle Saint-Walbert de Cousolre                                                 | Cousolre                     |         | 50° 14′ 44″ nord, 4° 09′ 23″ est |                |            |      | Chapelle Saint-Walbert de Cousolre                                            |
| Chapelle Saint-Roch de Cousolre                                                    | Cousolre                     |         | 50° 14′ 58″ nord, 4° 09′ 20″ est |                |            |      | Image manquante Téléverser                                                    |
| Chapelle de la Verte Rue                                                           | Croix                        |         | à géolocaliser                   |                |            |      | Image manquante Téléverser                                                    |
| Chapelle Notre-Dame-de-la-Délivrance                                               | Croix                        |         | 50° 39′ 54″ nord, 3° 09′ 36″ est |                |            |      | Chapelle Notre-Dame-de-la-Délivrance                                          |
| Chapelle de Caluyau                                                                | Croix-Caluyau                |         | 50° 08′ 55″ nord, 3° 35′ 53″ est |                |            |      | Chapelle de Caluyau                                                           |
| Chapelle Notre-Dame-des-Affligés de Cuincy                                         | Cuincy                       |         | 50° 22′ 57″ nord, 3° 03′ 01″ est |                |            |      | Image manquante Téléverser                                                    |
| Chapelle Sainte-Rita de Curgies                                                    | Curgies                      |         | 50° 19′ 54″ nord, 3° 35′ 55″ est |                |            |      | Image manquante Téléverser                                                    |
| Chapelle Dieu-de-Pitié de Cuvillers                                                | Cuvillers                    |         | 50° 13′ 25″ nord, 3° 13′ 53″ est |                |            |      | Chapelle Dieu-de-Pitié de Cuvillers                                           |
| Chapelle aux arbres de Cysoing                                                     | Cysoing                      |         | 50° 34′ 46″ nord, 3° 13′ 12″ est |                |            |      | Chapelle aux arbres de Cysoing                                                |
| Chapelle d'Offies                                                                  | Dimont                       |         | 50° 10′ 54″ nord, 4° 03′ 05″ est |                |            |      | Chapelle d'Offies                                                             |
| Chapelle du lycée Jean-Baptiste-Corot                                              | Douai                        |         | 50° 22′ 28″ nord, 3° 04′ 42″ est | « PA00107447 » |            |      | Chapelle du lycée Jean-Baptiste-Corot                                         |
| Chapelle de l'Hôtel-Dieu de Douai                                                  | Douai                        |         | 50° 22′ 24″ nord, 3° 04′ 38″ est |                |            |      | Image manquante Téléverser                                                    |
| Chapelle du couvent des Chartreux de Douai                                         | Douai                        |         | 50° 22′ 28″ nord, 3° 04′ 34″ est |                |            |      | Image manquante Téléverser                                                    |
| Chapelle Sainte-Clotilde des Sœurs-de-la-Sainte-Union de Douai                     | Douai                        |         | 50° 22′ 16″ nord, 3° 04′ 44″ est |                |            |      | Image manquante Téléverser                                                    |
| Chapelle Saint-Joseph de la templerie                                              | Douai                        |         | 50° 23′ 42″ nord, 3° 07′ 57″ est |                |            |      | Chapelle Saint-Joseph de la templerie                                         |
| Chapelle Saint-Julien de Dourlers                                                  | Dourlers                     |         | 50° 10′ 29″ nord, 3° 57′ 37″ est |                |            |      | Chapelle Saint-Julien de Dourlers                                             |
| Chapelle Notre-Dame-de-Liesse d'Eccles                                             | Eccles                       |         | 50° 11′ 56″ nord, 4° 05′ 46″ est |                |            |      | Chapelle Notre-Dame-de-Liesse d'Eccles                                        |
| Chapelle Notre-Dame-de-la-Peste d'Eringhem                                         | Eringhem                     |         | 50° 53′ 10″ nord, 2° 21′ 31″ est |                |            |      | Image manquante Téléverser                                                    |
| Chapelle des martyrs d'Escaudœuvres                                                | Escaudœuvres                 |         | 50° 12′ 00″ nord, 3° 15′ 41″ est |                |            |      | Chapelle des martyrs d'Escaudœuvres                                           |
| Chapelle sise rue Marcel-Leroy à Esquerchin                                        | Esquerchin                   |         | 50° 22′ 43″ nord, 3° 01′ 15″ est |                |            |      | Chapelle sise rue Marcel-Leroy à Esquerchin                                   |
| Chapelle Notre-Dame-de-Lourdes d'Esquerchin                                        | Esquerchin                   |         | à géolocaliser                   |                |            |      | Image manquante Téléverser                                                    |
| Chapelle sise rue du Château à Esquerchin                                          | Esquerchin                   |         | 50° 22′ 29″ nord, 3° 00′ 46″ est |                |            |      | Image manquante Téléverser                                                    |
| Chapelle Sainte-Germaine d'Estaires                                                | Estaires                     |         | 50° 40′ 11″ nord, 2° 44′ 26″ est |                |            |      | Chapelle Sainte-Germaine d'Estaires                                           |
| Chapelle Notre-Dame-de-Bon-Secours d'Estaires                                      | Estaires                     |         | 50° 40′ 23″ nord, 2° 44′ 23″ est |                |            |      | Chapelle Notre-Dame-de-Bon-Secours d'Estaires                                 |
| Chapelle Bricout d'Estourmel                                                       | Estourmel                    |         | 50° 08′ 52″ nord, 3° 19′ 11″ est | « PA00107911 » |            |      | Chapelle Bricout d'Estourmel                                                  |
| Chapelle Saint-Roch d'Estrun                                                       | Estrun                       |         | 50° 14′ 52″ nord, 3° 17′ 34″ est |                |            |      | Image manquante Téléverser                                                    |
| Chapelle Saint-Antoine d'Estrun                                                    | Estrun                       |         | 50° 14′ 56″ nord, 3° 17′ 55″ est |                |            |      | Image manquante Téléverser                                                    |
| Chapelle Notre-Dame-de-Délivrance d'Estrun                                         | Estrun                       |         | 50° 15′ 04″ nord, 3° 17′ 51″ est |                |            |      | Image manquante Téléverser                                                    |
| Chapelle Notre-Dame-du-Mont-Carmel d'Estrées                                       | Estrées                      |         | 50° 18′ 00″ nord, 3° 03′ 54″ est |                |            |      | Chapelle Notre-Dame-du-Mont-Carmel d'Estrées                                  |
| Chapelle Saint-Roch d'Estrées                                                      | Estrées                      |         | 50° 17′ 58″ nord, 3° 04′ 13″ est |                |            |      | Chapelle Saint-Roch d'Estrées                                                 |
| Chapelle Notre-Dame-des-Enfants d'Eth                                              | Eth                          |         | 50° 19′ 42″ nord, 3° 40′ 00″ est |                |            |      | Chapelle Notre-Dame-des-Enfants d'Eth                                         |
| Chapelle Notre-Dame-de-Lourdes de Faumont                                          | Faumont                      |         | à géolocaliser                   |                |            |      | Image manquante Téléverser                                                    |
| Chapelle Notre-Dame-des-Affligés de Fenain                                         | Fenain                       |         | 50° 22′ 15″ nord, 3° 17′ 55″ est |                |            |      | Chapelle Notre-Dame-des-Affligés de Fenain                                    |
| Chapelle Duchesne                                                                  | Flaumont-Waudrechies         |         | 50° 07′ 31″ nord, 3° 58′ 27″ est | « PA00107527 » |            |      | Chapelle Duchesne                                                             |
| Chapelle Sainte-Aldegonde de Waudrechies                                           | Flaumont-Waudrechies         |         | 50° 07′ 32″ nord, 3° 57′ 32″ est | « PA00107528 » |            |      | Chapelle Sainte-Aldegonde de Waudrechies                                      |
| Chapelle Notre-Dame-de-Liesse de Flers-en-Escrebieux                               | Flers-en-Escrebieux          |         | 50° 24′ 05″ nord, 3° 03′ 37″ est |                |            |      | Chapelle Notre-Dame-de-Liesse de Flers-en-Escrebieux                          |
| Chapelle de la rue Henri-Barbusse de Flers-en-Escrebieux                           | Flers-en-Escrebieux          |         | 50° 24′ 03″ nord, 3° 03′ 22″ est |                |            |      | Chapelle de la rue Henri-Barbusse de Flers-en-Escrebieux                      |
| Chapelle Notre-Dame des Douleurs de Flines-lès-Mortagne                            | Flines-lès-Mortagne          |         | 50° 30′ 30″ nord, 3° 28′ 07″ est |                |            |      | Image manquante Téléverser                                                    |
| Chapelle Baligand de Flines-lès-Mortagne                                           | Flines-lès-Mortagne          |         | 50° 31′ 03″ nord, 3° 28′ 57″ est |                |            |      | Chapelle Baligand de Flines-lès-Mortagne                                      |
| Chapelle des Moines                                                                | Flines-lès-Mortagne          |         | 50° 30′ 49″ nord, 3° 30′ 02″ est |                |            |      | Image manquante Téléverser                                                    |
| Chapelle de la Bienfaitrice-des-Pauvres de Floyon                                  | Floyon                       |         | 50° 02′ 20″ nord, 3° 53′ 15″ est |                |            |      | Chapelle de la Bienfaitrice-des-Pauvres de Floyon                             |
| Chapelle Saint-Roch de Fontaine-Notre-Dame                                         | Fontaine-Notre-Dame          |         | 50° 10′ 08″ nord, 3° 09′ 06″ est |                |            |      | Chapelle Saint-Roch de Fontaine-Notre-Dame                                    |
| Chapelle hexagonale de Fontaine-Notre-Dame                                         | Fontaine-Notre-Dame          |         | 50° 09′ 58″ nord, 3° 09′ 23″ est |                |            |      | Chapelle hexagonale de Fontaine-Notre-Dame                                    |
| Chapelle de Fontaine-Notre-Dame                                                    | Fontaine-Notre-Dame          |         | 50° 10′ 04″ nord, 3° 09′ 58″ est |                |            |      | Chapelle de Fontaine-Notre-Dame                                               |
| Chapelle du monastère Sainte-Claire de Fourmies                                    | Fourmies                     |         | 50° 00′ 26″ nord, 4° 02′ 52″ est |                |            |      | Image manquante Téléverser                                                    |
| Chapelle Lejeune                                                                   | Féron                        |         | 50° 02′ 56″ nord, 4° 01′ 04″ est | « PA00107523 » |            |      | Chapelle Lejeune                                                              |
| Chapelle Saint-Antoine de Hitonsart                                                | Gommegnies                   |         | 50° 15′ 39″ nord, 3° 42′ 16″ est |                |            |      | Image manquante Téléverser                                                    |
| Chapelle du calvaire de Gommegnies                                                 | Gommegnies                   |         | à géolocaliser                   |                |            |      | Chapelle du calvaire de Gommegnies                                            |
| Chapelle Saint-Christophe de Gouzeaucourt                                          | Gouzeaucourt                 |         | 50° 03′ 21″ nord, 3° 07′ 27″ est |                |            |      | Image manquante Téléverser                                                    |
| Chapelle Notre-Dame-des-Flots de Petit Fort Philippe                               | Gravelines                   |         | 51° 00′ 18″ nord, 2° 06′ 39″ est |                |            |      | Image manquante Téléverser                                                    |
| Chapelle Notre-Dame-de-Grâce de Guesnain                                           | Guesnain                     |         | 50° 21′ 09″ nord, 3° 08′ 51″ est |                |            |      | Chapelle Notre-Dame-de-Grâce de Guesnain                                      |
| Chapelle Saint-Roch de Gœulzin                                                     | Gœulzin                      |         | 50° 19′ 07″ nord, 3° 05′ 47″ est |                |            |      | Chapelle Saint-Roch de Gœulzin                                                |
| Chapelle Saint-Éloi d'Hautmont                                                     | Hautmont                     |         | 50° 14′ 29″ nord, 3° 54′ 19″ est | « PA59000111 » |            |      | Chapelle Saint-Éloi d'Hautmont                                                |
| Chapelle Sainte-Thérèse-de-l'Enfant-Jésus et de la Sainte-Face d'Hem               | Hem                          |         | 50° 39′ 19″ nord, 3° 10′ 24″ est | « PA00135484 » |            |      | Image manquante Téléverser                                                    |
| Chapelle de la Toureille                                                           | Hon-Hergies                  |         | 50° 20′ 08″ nord, 3° 49′ 49″ est |                |            |      | Image manquante Téléverser                                                    |
| Chapelle Notre-Dame-de-Hal du Court-Tournant                                       | Hon-Hergies                  |         | 50° 19′ 51″ nord, 3° 48′ 26″ est |                |            |      | Image manquante Téléverser                                                    |
| Chapelle Sainte-Philomène de Hon-Hergies                                           | Hon-Hergies                  |         | à géolocaliser                   |                |            |      | Image manquante Téléverser                                                    |
| Chapelle Saint-Augustin de Hondschoote                                             | Hondschoote                  |         | 50° 58′ 51″ nord, 2° 35′ 07″ est |                |            |      | Image manquante Téléverser                                                    |
| Chapelle source Saint-Éloi de Honnechy                                             | Honnechy                     |         | 50° 04′ 00″ nord, 3° 28′ 18″ est |                |            |      | Image manquante Téléverser                                                    |
| Chapelle d'Ossu                                                                    | Honnecourt-sur-Escaut        |         | 50° 01′ 16″ nord, 3° 11′ 47″ est |                |            |      | Image manquante Téléverser                                                    |
| Chapelle Saint-Liévin de la Terrière                                               | Honnecourt-sur-Escaut        |         | 50° 02′ 05″ nord, 3° 13′ 51″ est |                |            |      | Image manquante Téléverser                                                    |
| Chapelle de la cité minière Heurteau de Hornaing                                   | Hornaing                     |         | 50° 22′ 40″ nord, 3° 19′ 59″ est |                |            |      | Image manquante Téléverser                                                    |
| Chapelle de Ligny-le-Grand                                                         | Illies                       |         | 50° 34′ 27″ nord, 2° 49′ 24″ est |                |            |      | Chapelle de Ligny-le-Grand                                                    |
| Chapelle Notre-Dame-des-Grâces d'Iwuy                                              | Iwuy                         |         | 50° 13′ 51″ nord, 3° 19′ 34″ est |                |            |      | Chapelle Notre-Dame-des-Grâces d'Iwuy                                         |
| Chapelle Notre-Dame-de-Grâce de Landrecies                                         | Landrecies                   |         | à géolocaliser                   |                |            |      | Chapelle Notre-Dame-de-Grâce de Landrecies                                    |
| Chapelle Saint-Roch de Landrecies                                                  | Landrecies                   |         | à géolocaliser                   |                |            |      | Chapelle Saint-Roch de Landrecies                                             |
| Chapelle de la Sainte-Face de Larouillies                                          | Larouillies                  |         | 50° 02′ 25″ nord, 3° 55′ 28″ est |                |            |      | Chapelle de la Sainte-Face de Larouillies                                     |
| Chapelle Notre-Dame-de-la-Salette du Doulieu                                       | Le Doulieu                   |         | 50° 40′ 54″ nord, 2° 43′ 53″ est |                |            |      | Chapelle Notre-Dame-de-la-Salette du Doulieu                                  |
| Chapelle Notre-Dame-de-Lourdes du Doulieu                                          | Le Doulieu                   |         | 50° 40′ 53″ nord, 2° 43′ 12″ est |                |            |      | Chapelle Notre-Dame-de-Lourdes du Doulieu                                     |
| Chapelle Notre-Dame-de-la-Trinité du Doulieu                                       | Le Doulieu                   |         | 50° 40′ 59″ nord, 2° 43′ 13″ est |                |            |      | Chapelle Notre-Dame-de-la-Trinité du Doulieu                                  |
| Chapelle Notre-Dame-de-Grâce du Doulieu                                            | Le Doulieu                   |         | 50° 40′ 28″ nord, 2° 44′ 06″ est |                |            |      | Image manquante Téléverser                                                    |
| Chapelle Notre-Dame-de-Délivrance du Doulieu                                       | Le Doulieu                   |         | 50° 40′ 17″ nord, 2° 44′ 00″ est |                |            |      | Chapelle Notre-Dame-de-Délivrance du Doulieu                                  |
| Chapelle du Sacré-Cœur-de-Jésus du Doulieu                                         | Le Doulieu                   |         | 50° 40′ 23″ nord, 2° 42′ 46″ est |                |            |      | Image manquante Téléverser                                                    |
| Chapelle Notre-Dame-de-Lourdes du Doulieu (rue Louf)                               | Le Doulieu                   |         | 50° 41′ 03″ nord, 2° 43′ 02″ est |                |            |      | Image manquante Téléverser                                                    |
| Chapelle Saint-Roch du Doulieu                                                     | Le Doulieu                   |         | 50° 40′ 48″ nord, 2° 42′ 51″ est |                |            |      | Image manquante Téléverser                                                    |
| Chapelle Notre-Dame-de-Bon-Secours du Doulieu                                      | Le Doulieu                   |         | 50° 40′ 53″ nord, 2° 40′ 52″ est |                |            |      | Image manquante Téléverser                                                    |
| Chapelle du Bon-Dieu de Gibelot du Favril                                          | Le Favril                    |         | 50° 06′ 12″ nord, 3° 42′ 58″ est |                |            |      | Chapelle du Bon-Dieu de Gibelot du Favril                                     |
| Chapelle de l'hôpital du Quesnoy                                                   | Le Quesnoy                   |         | 50° 14′ 54″ nord, 3° 38′ 18″ est |                |            |      | Chapelle de l'hôpital du Quesnoy                                              |
| Chapelle de l'abbaye de Vaucelles                                                  | Les Rues-des-Vignes          |         | à géolocaliser                   |                |            |      | Chapelle de l'abbaye de Vaucelles                                             |
| Chapelle Sainte-Hiltrude de Liessies                                               | Liessies                     |         | 50° 06′ 50″ nord, 4° 04′ 16″ est | « PA00107565 » |            |      | Chapelle Sainte-Hiltrude de Liessies                                          |
| Chapelle du Bon-Dieu-de-Pitié de Locquignol                                        | Locquignol                   |         | 50° 11′ 59″ nord, 3° 42′ 48″ est |                |            |      | Image manquante Téléverser                                                    |
| Chapelle Saint-Roch de Loffre                                                      | Loffre                       |         | 50° 21′ 22″ nord, 3° 10′ 29″ est |                |            |      | Image manquante Téléverser                                                    |
| Chapelle Delcambre de Loffre                                                       | Loffre                       |         | 50° 21′ 20″ nord, 3° 10′ 37″ est |                |            |      | Chapelle Delcambre de Loffre                                                  |
| Chapelle Sainte-Rita de Lécluse                                                    | Lécluse                      |         | 50° 16′ 30″ nord, 3° 02′ 15″ est |                |            |      | Chapelle Sainte-Rita de Lécluse                                               |
| Chapelle Notre-Dame-du-Saint-Cordon de Maing                                       | Maing                        |         | 50° 19′ 19″ nord, 3° 29′ 51″ est |                |            |      | Chapelle Notre-Dame-du-Saint-Cordon de Maing                                  |
| Chapelle de Notre-Dame-de-Hal                                                      | Marbaix                      |         | 50° 08′ 04″ nord, 3° 50′ 57″ est | « PA00107735 » |            |      | Chapelle de Notre-Dame-de-Hal                                                 |
| Chapelle Notre-Dame-d'Elpret de Marchiennes                                        | Marchiennes                  |         | 50° 25′ 03″ nord, 3° 17′ 51″ est |                |            |      | Chapelle Notre-Dame-d'Elpret de Marchiennes                                   |
| Chapelle Sainte-Eusébie de Marchiennes                                             | Marchiennes                  |         | 50° 24′ 23″ nord, 3° 17′ 17″ est |                |            |      | Chapelle Sainte-Eusébie de Marchiennes                                        |
| Chapelle Saint-Roch de Marchiennes                                                 | Marchiennes                  |         | 50° 24′ 27″ nord, 3° 16′ 27″ est |                |            |      | Image manquante Téléverser                                                    |
| Chapelle du Lazaro                                                                 | Marcq-en-Barœul              |         | 50° 40′ 45″ nord, 3° 05′ 00″ est | « PA00107737 » |            |      | Chapelle du Lazaro                                                            |
| Chapelle Saint-Jean du Quesne                                                      | Marcq-en-Barœul              |         | 50° 40′ 20″ nord, 3° 06′ 13″ est |                |            |      | Image manquante Téléverser                                                    |
| Chapelle de l'institut Dom Bosco de Maretz                                         | Maretz                       |         | à géolocaliser                   |                |            |      | Chapelle de l'institut Dom Bosco de Maretz                                    |
| Chapelle Saint-François de Cité des Floralies                                      | Marly                        |         | 50° 20′ 28″ nord, 3° 32′ 57″ est |                |            |      | Image manquante Téléverser                                                    |
| Chapelle Notre-Dame des Haies de Maroilles                                         | Maroilles                    |         | 50° 08′ 37″ nord, 3° 46′ 51″ est |                |            |      | Chapelle Notre-Dame des Haies de Maroilles                                    |
| Chapelle Notre-Dame-de-Grâce de Maroilles                                          | Maroilles                    |         | 50° 07′ 57″ nord, 3° 44′ 40″ est |                |            |      | Chapelle Notre-Dame-de-Grâce de Maroilles                                     |
| Chapelle Sainte-Thérèse de Marquette-en-Ostrevant                                  | Marquette-en-Ostrevant       |         | 50° 17′ 07″ nord, 3° 15′ 47″ est |                |            |      | Image manquante Téléverser                                                    |
| Chapelle Notre-Dame-des-Mineurs de Cité du Champ Fleuri                            | Masny                        |         | 50° 20′ 14″ nord, 3° 11′ 09″ est |                |            |      | Image manquante Téléverser                                                    |
| Chapelle Notre-Dame-de-Consolation de Mastaing                                     | Mastaing                     |         | 50° 18′ 16″ nord, 3° 18′ 29″ est |                |            |      | Image manquante Téléverser                                                    |
| Chapelle du collège des Jésuites de Maubeuge                                       | Maubeuge                     |         | 50° 16′ 41″ nord, 3° 58′ 20″ est | « PA00107747 » |            |      | Chapelle du collège des Jésuites de Maubeuge                                  |
| Chapelle des Sœurs-Noires de Maubeuge                                              | Maubeuge                     |         | 50° 16′ 40″ nord, 3° 58′ 31″ est | « PA00107749 » |            |      | Chapelle des Sœurs-Noires de Maubeuge                                         |
| Chapelle Sainte-Dominique de Maubeuge                                              | Maubeuge                     |         | à géolocaliser                   |                |            |      | Chapelle Sainte-Dominique de Maubeuge                                         |
| Chapelle du béguinage des Cantuaines                                               | Maubeuge                     |         | 50° 16′ 36″ nord, 3° 58′ 41″ est |                |            |      | Image manquante Téléverser                                                    |
| Chapelle Sainte-Mildrède de Millam                                                 | Millam                       |         | 50° 50′ 58″ nord, 2° 16′ 28″ est |                |            |      | Chapelle Sainte-Mildrède de Millam                                            |
| Chapelle Sainte-Thérèse de Cité Saint-Robert                                       | Monchecourt                  |         | 50° 19′ 16″ nord, 3° 12′ 17″ est |                |            |      | Chapelle Sainte-Thérèse de Cité Saint-Robert                                  |
| Chapelle Notre-Dame-de-Lourdes de Montay                                           | Montay                       |         | 50° 07′ 02″ nord, 3° 32′ 22″ est |                |            |      | Image manquante Téléverser                                                    |
| Chapelle Notre-Dame des Affligés de Montrécourt                                    | Montrécourt                  |         | 50° 14′ 00″ nord, 3° 27′ 19″ est |                |            |      | Chapelle Notre-Dame des Affligés de Montrécourt                               |
| Chapelle Saint-Druon de Montrécourt                                                | Montrécourt                  |         | 50° 14′ 00″ nord, 3° 27′ 01″ est |                |            |      | Chapelle Saint-Druon de Montrécourt                                           |
| Chapelle Notre-Dame-du-Bon-Conseil de Morbecque                                    | Morbecque                    |         | 50° 41′ 52″ nord, 2° 28′ 14″ est |                |            |      | Chapelle Notre-Dame-du-Bon-Conseil de Morbecque                               |
| Chapelle Ô-Marie-Conçue-Sans-Péché de Morbecque                                    | Morbecque                    |         | 50° 41′ 47″ nord, 2° 28′ 52″ est |                |            |      | Chapelle Ô-Marie-Conçue-Sans-Péché de Morbecque                               |
| Chapelle de la rue de Blaringhem de Morbecque                                      | Morbecque                    |         | 50° 42′ 16″ nord, 2° 28′ 46″ est |                |            |      | Chapelle de la rue de Blaringhem de Morbecque                                 |
| Chapelle Notre-Dame-des-Malades de Mouvaux                                         | Mouvaux                      |         | 50° 41′ 45″ nord, 3° 07′ 49″ est | « PA00107761 » |            |      | Chapelle Notre-Dame-des-Malades de Mouvaux                                    |
| Chapelle du centre spirituel du Haumont                                            | Mouvaux                      |         | 50° 42′ 18″ nord, 3° 07′ 46″ est |                |            |      | Chapelle du centre spirituel du Haumont                                       |
| Chapelle Sainte-Thérèse de Neuville-en-Ferrain                                     | Neuville-en-Ferrain          |         | 50° 45′ 05″ nord, 3° 10′ 39″ est |                |            |      | Image manquante Téléverser                                                    |
| Chapelle Notre-Dame-de-la-Paix de Neuville-en-Ferrain                              | Neuville-en-Ferrain          |         | à géolocaliser                   |                |            |      | Chapelle Notre-Dame-de-la-Paix de Neuville-en-Ferrain                         |
| Chapelle Notre-Dame-des-Victoires de Neuville-en-Ferrain                           | Neuville-en-Ferrain          |         | 50° 45′ 09″ nord, 3° 08′ 59″ est |                |            |      | Chapelle Notre-Dame-des-Victoires de Neuville-en-Ferrain                      |
| Chapelle Notre-Dame-de-Lourdes de Neuville-en-Ferrain                              | Neuville-en-Ferrain          |         | 50° 44′ 53″ nord, 3° 09′ 07″ est |                |            |      | Image manquante Téléverser                                                    |
| Chapelle Notre-Dame-de-la-Délivrance de Neuville-en-Ferrain                        | Neuville-en-Ferrain          |         | 50° 45′ 19″ nord, 3° 08′ 54″ est |                |            |      | Image manquante Téléverser                                                    |
| Chapelle Notre-Dame-des-Sept-Douleurs de Neuville-en-Ferrain                       | Neuville-en-Ferrain          |         | 50° 45′ 04″ nord, 3° 09′ 06″ est |                |            |      | Image manquante Téléverser                                                    |
| Chapelle Notre-Dame-de-Lourdes de Nieppe                                           | Nieppe                       |         | 50° 41′ 57″ nord, 2° 49′ 57″ est |                |            |      | Chapelle Notre-Dame-de-Lourdes de Nieppe                                      |
| Chapelle Notre-Dame de Consolation de Nieppe                                       | Nieppe                       |         | 50° 42′ 11″ nord, 2° 50′ 01″ est |                |            |      | Chapelle Notre-Dame de Consolation de Nieppe                                  |
| Chapelle Notre-Dame de Bonsecours de Nieppe                                        | Nieppe                       |         | 50° 42′ 38″ nord, 2° 48′ 38″ est |                |            |      | Chapelle Notre-Dame de Bonsecours de Nieppe                                   |
| Chapelle Notre-Dame de Grace de Nieppe                                             | Nieppe                       |         | à géolocaliser                   |                |            |      | Chapelle Notre-Dame de Grace de Nieppe                                        |
| Chapelle Notre-Dame du Rosaire de Nieppe                                           | Nieppe                       |         | à géolocaliser                   |                |            |      | Chapelle Notre-Dame du Rosaire de Nieppe                                      |
| Chapelle Saint-Antoine-de-Padoue de Nieppe                                         | Nieppe                       |         | 50° 42′ 21″ nord, 2° 50′ 27″ est |                |            |      | Chapelle Saint-Antoine-de-Padoue de Nieppe                                    |
| Chapelle de l'Immaculée-Conception de Noordpeene                                   | Noordpeene                   |         | 50° 48′ 18″ nord, 2° 23′ 38″ est |                |            |      | Chapelle de l'Immaculée-Conception de Noordpeene                              |
| Chapelle Notre-Dame-de-Consolation de Noyelles-sur-Selle                           | Noyelles-sur-Selle           |         | 50° 17′ 06″ nord, 3° 23′ 02″ est |                |            |      | Image manquante Téléverser                                                    |
| Chapelle Notre-Dame-de-Grâce d'Onnaing                                             | Onnaing                      |         | 50° 23′ 22″ nord, 3° 35′ 57″ est |                |            |      | Image manquante Téléverser                                                    |
| Chapelle Sainte-Maria-Goretti de Cuvinot                                           | Onnaing                      |         | 50° 23′ 45″ nord, 3° 35′ 34″ est | « IA59002642 » |            |      | Image manquante Téléverser                                                    |
| Chapelle Saint-Roch d'Onnaing                                                      | Onnaing                      |         | à géolocaliser                   |                |            |      | Image manquante Téléverser                                                    |
| Chapelle Saint-Nicolas du château de Potelle                                       | Potelle                      |         | 50° 14′ 47″ nord, 3° 40′ 13″ est |                |            |      | Chapelle Saint-Nicolas du château de Potelle                                  |
| Chapelle Saint-Joseph de Preux-au-Bois                                             | Preux-au-Bois                |         | 50° 09′ 52″ nord, 3° 39′ 39″ est |                |            |      | Image manquante Téléverser                                                    |
| Chapelle Notre-Dame-des-Champs de Proville                                         | Proville                     |         | 50° 09′ 37″ nord, 3° 12′ 34″ est |                |            |      | Chapelle Notre-Dame-des-Champs de Proville                                    |
| Chapelle Saint-Michel de Quarouble                                                 | Quarouble                    |         | 50° 23′ 53″ nord, 3° 36′ 43″ est |                |            |      | Image manquante Téléverser                                                    |
| Chapelle du Malbois de Raimbeaucourt                                               | Raimbeaucourt                |         | 50° 26′ 08″ nord, 3° 05′ 35″ est |                |            |      | Chapelle du Malbois de Raimbeaucourt                                          |
| Chapelle Notre-Dame-des-Affligés de Raimbeaucourt                                  | Raimbeaucourt                |         | 50° 26′ 20″ nord, 3° 06′ 39″ est |                |            |      | Chapelle Notre-Dame-des-Affligés de Raimbeaucourt                             |
| Chapelle Notre-Dame-de-Bon-Secours de Ramousies                                    | Ramousies                    |         | 50° 06′ 57″ nord, 4° 02′ 21″ est | « PA00107781 » |            |      | Chapelle Notre-Dame-de-Bon-Secours de Ramousies                               |
| Chapelle Notre-Dame-de-Bon-Secours de Raucourt-au-Bois                             | Raucourt-au-Bois             |         | 50° 12′ 37″ nord, 3° 39′ 33″ est |                |            |      | Image manquante Téléverser                                                    |
| Chapelle Notre-Dame-de-Bonsecours de Rieulay                                       | Rieulay                      |         | 50° 23′ 44″ nord, 3° 16′ 36″ est |                |            |      | Chapelle Notre-Dame-de-Bonsecours de Rieulay                                  |
| Chapelle Notre-Dame de Vertigneul                                                  | Romeries                     |         | 50° 11′ 47″ nord, 3° 32′ 53″ est |                |            |      | Chapelle Notre-Dame de Vertigneul                                             |
| Chapelle Notre-Dame-de-Grâces de Roost-Warendin                                    | Roost-Warendin               |         | 50° 25′ 02″ nord, 3° 05′ 32″ est |                |            |      | Chapelle Notre-Dame-de-Grâces de Roost-Warendin                               |
| Chapelle Saint-Roch de Roost-Warendin                                              | Roost-Warendin               |         | 50° 25′ 07″ nord, 3° 05′ 30″ est |                |            |      | Image manquante Téléverser                                                    |
| Chapelle de la Fraternité des Trois Ponts                                          | Roubaix                      |         | 50° 40′ 53″ nord, 3° 11′ 56″ est |                |            |      | Image manquante Téléverser                                                    |
| Chapelle Sainte-Anne de Roucourt                                                   | Roucourt                     |         | 50° 19′ 35″ nord, 3° 08′ 52″ est |                |            |      | Chapelle Sainte-Anne de Roucourt                                              |
| Chapelle de la Vierge-Immaculée de Roucourt                                        | Roucourt                     |         | 50° 19′ 40″ nord, 3° 09′ 00″ est |                |            |      | Chapelle de la Vierge-Immaculée de Roucourt                                   |
| Chapelle Notre-Dame-de-Pitié de Saint-Hilaire-lez-Cambrai                          | Saint-Hilaire-lez-Cambrai    |         | 50° 10′ 42″ nord, 3° 25′ 10″ est |                |            |      | Image manquante Téléverser                                                    |
| Chapelle Sainte-Anne de Saint-Hilaire-sur-Helpe                                    | Saint-Hilaire-sur-Helpe      |         | 50° 08′ 06″ nord, 3° 54′ 09″ est | « PA00107801 » |            |      | Chapelle Sainte-Anne de Saint-Hilaire-sur-Helpe                               |
| Chapelle Saint-Lienard-et-Notre-Dame-de-Messine de Saint-Hilaire-sur-Helpe         | Saint-Hilaire-sur-Helpe      |         | 50° 07′ 59″ nord, 3° 54′ 19″ est | « PA00107802 » |            |      | Chapelle Saint-Lienard-et-Notre-Dame-de-Messine de Saint-Hilaire-sur-Helpe    |
| Chapelle Notre-Dame-des-Affligés de Saint-Hilaire-sur-Helpe                        | Saint-Hilaire-sur-Helpe      |         | 50° 07′ 51″ nord, 3° 54′ 11″ est | « PA00107803 » |            |      | Chapelle Notre-Dame-des-Affligés de Saint-Hilaire-sur-Helpe                   |
| Chapelle Saint-Jean-Baptiste de Résidence la Pépinière                             | Saint-Saulve                 |         | 50° 21′ 58″ nord, 3° 33′ 32″ est |                |            |      | Image manquante Téléverser                                                    |
| Chapelle Notre-Dame-de-Liesse d'Escaufourt                                         | Saint-Souplet                |         | 50° 03′ 19″ nord, 3° 29′ 48″ est |                |            |      | Image manquante Téléverser                                                    |
| Chapelle Notre-Dame-de-la-Paix d'Escaufourt                                        | Saint-Souplet                |         | 50° 03′ 19″ nord, 3° 30′ 10″ est |                |            |      | Image manquante Téléverser                                                    |
| Chapelle Saint-Roch de Saint-Souplet                                               | Saint-Souplet                |         | 50° 03′ 21″ nord, 3° 31′ 34″ est |                |            |      | Image manquante Téléverser                                                    |
| Chapelle Notre-Dame-du-Bon-Secours de Saint-Vaast-en-Cambrésis                     | Saint-Vaast-en-Cambrésis     |         | 50° 11′ 26″ nord, 3° 26′ 28″ est |                |            |      | Chapelle Notre-Dame-du-Bon-Secours de Saint-Vaast-en-Cambrésis                |
| Chapelle Saint-Nicaise du château de Rametz                                        | Saint-Waast                  |         | 50° 17′ 55″ nord, 3° 46′ 26″ est |                |            |      | Chapelle Saint-Nicaise du château de Rametz                                   |
| Chapelle Decroué de Saint-Waast                                                    | Saint-Waast                  |         | 50° 18′ 16″ nord, 3° 44′ 36″ est |                |            |      | Image manquante Téléverser                                                    |
| Chapelle Notre-Dame-des-Champs de Sainte-Marie-Cappel                              | Sainte-Marie-Cappel          |         | 50° 46′ 43″ nord, 2° 32′ 58″ est |                |            |      | Chapelle Notre-Dame-des-Champs de Sainte-Marie-Cappel                         |
| Chapelle funéraire des Comtes d'Hespel                                             | Salomé                       |         | 50° 32′ 10″ nord, 2° 50′ 28″ est |                |            |      | Chapelle funéraire des Comtes d'Hespel                                        |
| Chapelle Notre-Dame-de-la-Treille de Saméon                                        | Saméon                       |         | 50° 27′ 41″ nord, 3° 20′ 48″ est |                |            |      | Chapelle Notre-Dame-de-la-Treille de Saméon                                   |
| Chapelle Notre-Dame-des-Affligés de Saméon                                         | Saméon                       |         | 50° 29′ 11″ nord, 3° 20′ 08″ est |                |            |      | Image manquante Téléverser                                                    |
| Chapelle Notre-Dame-de-Grâce de Saméon                                             | Saméon                       |         | 50° 29′ 01″ nord, 3° 19′ 24″ est |                |            |      | Chapelle Notre-Dame-de-Grâce de Saméon                                        |
| Chapelle Notre-Dame-de-Bonsecours de Sebourg                                       | Sebourg                      |         | 50° 20′ 36″ nord, 3° 38′ 39″ est |                |            |      | Chapelle Notre-Dame-de-Bonsecours de Sebourg                                  |
| Chapelle Saint-Martin de Sebourg                                                   | Sebourg                      |         | 50° 20′ 40″ nord, 3° 38′ 23″ est |                |            |      | Chapelle Saint-Martin de Sebourg                                              |
| Chapelle Notre-Dame-Miraculeuse de Sin-le-Noble                                    | Sin-le-Noble                 |         | 50° 21′ 14″ nord, 3° 06′ 38″ est | « IA59002658 » |            |      | Image manquante Téléverser                                                    |
| Chapelle Saint-Jean-XXIII des Épis                                                 | Sin-le-Noble                 |         | 50° 20′ 39″ nord, 3° 05′ 55″ est |                |            |      | Image manquante Téléverser                                                    |
| Chapelle Notre-Dame-de-Grâce de Sin-le-Noble                                       | Sin-le-Noble                 |         | 50° 21′ 50″ nord, 3° 07′ 21″ est |                |            |      | Chapelle Notre-Dame-de-Grâce de Sin-le-Noble                                  |
| Chapelle sise rue Édouard-Vaillant de Sin-le-Noble                                 | Sin-le-Noble                 |         | 50° 21′ 48″ nord, 3° 06′ 48″ est |                |            |      | Chapelle sise rue Édouard-Vaillant de Sin-le-Noble                            |
| Chapelle d'Amerval                                                                 | Solesmes                     |         | 50° 08′ 55″ nord, 3° 32′ 28″ est |                |            |      | Chapelle d'Amerval                                                            |
| Chapelle Notre-Dame-de-Walcourt de Solre-le-Château                                | Solre-le-Château             |         | 50° 10′ 25″ nord, 4° 05′ 12″ est | « PA00107820 » |            |      | Chapelle Notre-Dame-de-Walcourt de Solre-le-Château                           |
| Chapelle Notre-Dame-des-Sept-Douleurs de l'Épine                                   | Solre-le-Château             |         | 50° 09′ 36″ nord, 4° 05′ 00″ est |                |            |      | Chapelle Notre-Dame-des-Sept-Douleurs de l'Épine                              |
| Chapelle Sainte-Barbe de Somain                                                    | Somain                       |         | 50° 22′ 17″ nord, 3° 16′ 21″ est | « IA59002659 » |            |      | Chapelle Sainte-Barbe de Somain                                               |
| Chapelle Sainte-Anne de Somain                                                     | Somain                       |         | 50° 21′ 24″ nord, 3° 16′ 39″ est |                |            |      | Image manquante Téléverser                                                    |
| Chapelle Saint-Roch de Somain                                                      | Somain                       |         | 50° 21′ 34″ nord, 3° 16′ 30″ est |                |            |      | Image manquante Téléverser                                                    |
| Chapelle Notre-Dame-des-Orages de Somain                                           | Somain                       |         | 50° 22′ 17″ nord, 3° 16′ 16″ est |                |            |      | Image manquante Téléverser                                                    |
| Chapelle Notre-Dame-de-Consolation de Somain                                       | Somain                       |         | 50° 21′ 32″ nord, 3° 15′ 59″ est |                |            |      | Chapelle Notre-Dame-de-Consolation de Somain                                  |
| Première chapelle Sainte-Barbe de Somain                                           | Somain                       |         | 50° 21′ 32″ nord, 3° 17′ 10″ est |                |            |      | Première chapelle Sainte-Barbe de Somain                                      |
| Chapelle Notre-Dame-de-Lourdes de Steenvoorde                                      | Steenvoorde                  |         | 50° 48′ 19″ nord, 2° 33′ 54″ est |                |            |      | Chapelle Notre-Dame-de-Lourdes de Steenvoorde                                 |
| Chapelle Notre-Dame-de-Bon-Secours de Steenwerck                                   | Steenwerck                   |         | 50° 42′ 10″ nord, 2° 45′ 52″ est |                |            |      | Chapelle Notre-Dame-de-Bon-Secours de Steenwerck                              |
| Chapelle Notre-Dame-de-Confiance de Steenwerck                                     | Steenwerck                   |         | à géolocaliser                   |                |            |      | Chapelle Notre-Dame-de-Confiance de Steenwerck                                |
| Chapelle Saint-Roch de Steenwerck                                                  | Steenwerck                   |         | à géolocaliser                   |                |            |      | Chapelle Saint-Roch de Steenwerck                                             |
| Chapelle Notre-Dame-de-Lourdes de Steenwerck                                       | Steenwerck                   |         | 50° 40′ 23″ nord, 2° 44′ 24″ est |                |            |      | Chapelle Notre-Dame-de-Lourdes de Steenwerck                                  |
| Chapelle Notre-Dame-de-la-Salette de Steenwerck                                    | Steenwerck                   |         | 50° 40′ 54″ nord, 2° 43′ 54″ est |                |            |      | Chapelle Notre-Dame-de-la-Salette de Steenwerck                               |
| Chapelle du Curé-d'Ars de Strazeele                                                | Strazeele                    |         | 50° 43′ 42″ nord, 2° 38′ 16″ est |                |            |      | Chapelle du Curé-d'Ars de Strazeele                                           |
| Chapelle Notre-Dame-de-Walcourt de Sémeries                                        | Sémeries                     |         | 50° 07′ 15″ nord, 4° 00′ 18″ est | « PA00107813 » |            |      | Chapelle Notre-Dame-de-Walcourt de Sémeries                                   |
| Chapelle Sainte-Rita du Thélus                                                     | Thumeries                    |         | 50° 28′ 16″ nord, 3° 04′ 21″ est |                |            |      | Image manquante Téléverser                                                    |
| Chapelle Notre-Dame de Schoenstatt dite sanctuaire de l'Unité de Thun-Saint-Martin | Thun-Saint-Martin            |         | 50° 12′ 44″ nord, 3° 17′ 50″ est |                |            |      | Image manquante Téléverser                                                    |
| Chapelle de Tilloy-lez-Marchiennes                                                 | Tilloy-lez-Marchiennes       |         | 50° 25′ 46″ nord, 3° 19′ 14″ est |                |            |      | Chapelle de Tilloy-lez-Marchiennes                                            |
| Chapelle de Tilloy-lez-Marchiennes                                                 | Tilloy-lez-Marchiennes       |         | 50° 25′ 46″ nord, 3° 19′ 14″ est |                |            |      | Chapelle de Tilloy-lez-Marchiennes                                            |
| Chapelle de l'hospice d'Havré, monastère Notre-Dame-des-Anges de Tourcoing         | Tourcoing                    |         | 50° 43′ 15″ nord, 3° 09′ 48″ est |                |            |      | Image manquante Téléverser                                                    |
| Chapelle du Vœu du monastère des Bénédictines du Saint-Sacrement de Tourcoing      | Tourcoing                    |         | 50° 43′ 09″ nord, 3° 09′ 36″ est | « IA59000447 » |            |      | Chapelle du Vœu du monastère des Bénédictines du Saint-Sacrement de Tourcoing |
| Chapelle du collège Charles-Péguy de Tourcoing                                     | Tourcoing                    |         | 50° 43′ 11″ nord, 3° 09′ 06″ est |                |            |      | Chapelle du collège Charles-Péguy de Tourcoing                                |
| Chapelle Sainte-Hiltrude de la forêt domaniale de l'Abbé-Val Joly                  | Trélon                       |         | 50° 06′ 34″ nord, 4° 06′ 17″ est |                |            |      | Image manquante Téléverser                                                    |
| Chapelle Notre-Dame des Neiges de Hameau des Neiges                                | Téteghem-Coudekerque-Village |         | 50° 59′ 37″ nord, 2° 27′ 11″ est |                |            |      | Image manquante Téléverser                                                    |
| Chapelle de l'école Marie-Immaculée de Valenciennes                                | Valenciennes                 |         | à géolocaliser                   |                |            |      | Image manquante Téléverser                                                    |
| Chapelle de l'hôpital général de Valenciennes                                      | Valenciennes                 |         | à géolocaliser                   |                |            |      | Image manquante Téléverser                                                    |
| Chapelle du Carmel de Saint-Saulve                                                 | Valenciennes                 |         | 50° 22′ 06″ nord, 3° 32′ 33″ est |                |            |      | Image manquante Téléverser                                                    |
| Chapelle du lycée privé Notre-Dame de Valenciennes                                 | Valenciennes                 |         | 50° 21′ 32″ nord, 3° 31′ 49″ est |                |            |      | Image manquante Téléverser                                                    |
| Chapelle Notre-Dame-des-Affligés de Cimetière Saint-Jean                           | Valenciennes                 |         | 50° 21′ 09″ nord, 3° 30′ 28″ est |                |            |      | Image manquante Téléverser                                                    |
| Chapelle Sainte-Bernadette de Cité du temple                                       | Valenciennes                 |         | à géolocaliser                   |                |            |      | Image manquante Téléverser                                                    |
| Chapelle Saint-Joseph de Faubourg de Cambrai                                       | Valenciennes                 |         | 50° 20′ 46″ nord, 3° 30′ 58″ est |                |            |      | Image manquante Téléverser                                                    |
| Chapelle Saint-Joseph dite chapelle des Pères maristes de Valenciennes             | Valenciennes                 |         | à géolocaliser                   |                |            |      | Image manquante Téléverser                                                    |
| Chapelle Notre-Dame-des-Affligés de Valenciennes                                   | Valenciennes                 |         | 50° 21′ 09″ nord, 3° 30′ 28″ est |                |            |      | Chapelle Notre-Dame-des-Affligés de Valenciennes                              |
| Chapelle Saint-Roch de Vicq                                                        | Vicq                         |         | 50° 24′ 42″ nord, 3° 36′ 03″ est |                |            |      | Chapelle Saint-Roch de Vicq                                                   |
| Chapelle Notre-Dame-du-Salut de Viesly                                             | Viesly                       |         | 50° 09′ 17″ nord, 3° 27′ 26″ est |                |            |      | Image manquante Téléverser                                                    |
| Chapelle Sainte-Thérèse de la Solitude                                             | Vieux-Condé                  |         | 50° 28′ 47″ nord, 3° 34′ 38″ est | « PA59000092 » |            |      | Chapelle Sainte-Thérèse de la Solitude                                        |
| Chapelle de la Croisée des Chemins                                                 | Villeneuve-d'Ascq            |         | 50° 37′ 06″ nord, 3° 08′ 00″ est | « IA59002679 » |            |      | Chapelle de la Croisée des Chemins                                            |
| Chapelle de Villers-en-Cauchies                                                    | Villers-en-Cauchies          |         | 50° 13′ 23″ nord, 3° 24′ 15″ est |                |            |      | Chapelle de Villers-en-Cauchies                                               |
| Chapelle Notre-Dame-de-Lorette de Villers-en-Cauchies                              | Villers-en-Cauchies          |         | 50° 13′ 35″ nord, 3° 24′ 06″ est |                |            |      | Chapelle Notre-Dame-de-Lorette de Villers-en-Cauchies                         |
| Chapelle Notre-Dame-d'Assistance de Vred                                           | Vred                         |         | 50° 23′ 18″ nord, 3° 14′ 19″ est |                |            |      | Chapelle Notre-Dame-d'Assistance de Vred                                      |
| Chapelle Saint-Roch de Vred                                                        | Vred                         |         | 50° 23′ 45″ nord, 3° 13′ 53″ est |                |            |      | Chapelle Saint-Roch de Vred                                                   |
| Chapelle Saint-Éloi de Vred                                                        | Vred                         |         | 50° 23′ 33″ nord, 3° 14′ 00″ est |                |            |      | Chapelle Saint-Éloi de Vred                                                   |
| Chapelle Notre-Dame-des-Moissons de Wambrechies                                    | Wambrechies                  |         | 50° 42′ 07″ nord, 3° 03′ 10″ est |                |            |      | Chapelle Notre-Dame-des-Moissons de Wambrechies                               |
| Chapelle Notre-Dame-de-Lourdes de Wandignies-Hamage                                | Wandignies-Hamage            |         | 50° 23′ 52″ nord, 3° 19′ 18″ est |                |            |      | Chapelle Notre-Dame-de-Lourdes de Wandignies-Hamage                           |
| Chapelle Saint-Roch de Wargnies-le-Grand                                           | Wargnies-le-Grand            |         | 50° 18′ 23″ nord, 3° 40′ 00″ est |                |            |      | Chapelle Saint-Roch de Wargnies-le-Grand                                      |
| Chapelle Notre-Dame-de-Bon-Secours de l'Arbrisseau                                 | Wattignies                   |         | 50° 35′ 44″ nord, 3° 03′ 06″ est |                |            |      | Image manquante Téléverser                                                    |
| Chapelle Saint-Pierre de Wattrelos                                                 | Wattrelos                    |         | 50° 42′ 20″ nord, 3° 13′ 40″ est |                |            |      | Image manquante Téléverser                                                    |
| Chapelle Notre-Dame-du-Mont-Carmel de Wavrechain-sous-Faulx                        | Wavrechain-sous-Faulx        |         | 50° 16′ 29″ nord, 3° 17′ 06″ est |                |            |      | Chapelle Notre-Dame-du-Mont-Carmel de Wavrechain-sous-Faulx                   |
| Chapelle Saint-Roch de Wavrechain-sous-Faulx                                       | Wavrechain-sous-Faulx        |         | 50° 16′ 24″ nord, 3° 16′ 52″ est |                |            |      | Chapelle Saint-Roch de Wavrechain-sous-Faulx                                  |
| Chapelle du Sacré-Cœur de Zegerscappel                                             | Zegerscappel                 |         | à géolocaliser                   |                |            |      | Image manquante Téléverser                                                    |
| Chapelle mortuaire Notre-Dame-de-Lourdes de Zegerscappel                           | Zegerscappel                 |         | 50° 53′ 40″ nord, 2° 21′ 15″ est |                |            |      | Image manquante Téléverser                                                    |
| Chapelle Saint-Bonaventure de Zegerscappel                                         | Zegerscappel                 |         | à géolocaliser                   |                |            |      | Image manquante Téléverser                                                    |
| Chapelle Notre-Dame-de-Bonsecours d'Écaillon                                       | Écaillon                     |         | 50° 21′ 14″ nord, 3° 13′ 11″ est | « PA59000047 » |            |      | Chapelle Notre-Dame-de-Bonsecours d'Écaillon                                  |
| Chapelle Notre-Dame-de-la-Visitation d'Écaillon                                    | Écaillon                     |         | 50° 21′ 04″ nord, 3° 13′ 25″ est |                |            |      | Chapelle Notre-Dame-de-la-Visitation d'Écaillon                               |
| Chapelle Saint-Joseph-Ouvrier de Cité Vuillemin                                    | Écaillon                     |         | à géolocaliser                   |                |            |      | Image manquante Téléverser                                                    |
| Chapelle Notre-Dame-des-Orages d'Émerchicourt                                      | Émerchicourt                 |         | 50° 19′ 08″ nord, 3° 16′ 18″ est |                |            |      | Chapelle Notre-Dame-des-Orages d'Émerchicourt                                 |
| Chapelle d'Étrœungt                                                                | Étrœungt                     |         | à géolocaliser                   |                |            |      | Image manquante Téléverser                                                    |

## Archidiocèse de Lille
Toutes sont situées dans l'archidiocèse de Lille, c'est-à-dire dans les arrondissements de Lille, Dunkerque et Hazebrouck.

### Liste
| Chapelle                                             | Commune   | Adresse | Coordonnées                      | Notice         | Protection | Date | Illustration                                   |
| ---------------------------------------------------- | --------- | ------- | -------------------------------- | -------------- | ---------- | ---- | ---------------------------------------------- |
| Chapelle Notre-Dame-des-Dunes de Dunkerque           | Dunkerque |         | 51° 02′ 27″ nord, 2° 22′ 53″ est | « IA00075021 » |            |      | Chapelle Notre-Dame-des-Dunes de Dunkerque     |
| Chapelle Saint-François de la citadelle de Dunkerque | Dunkerque |         | 51° 02′ 34″ nord, 2° 22′ 11″ est | « IA00075017 » |            |      | Image manquante Téléverser                     |
| Chapelle Sainte-Anne-de-la-Mer de Malo-les-Bains     | Dunkerque |         | 51° 02′ 59″ nord, 2° 24′ 30″ est |                |            |      | Image manquante Téléverser                     |
| Chapelle des franciscaines de Lille                  | Lille     |         | 50° 38′ 29″ nord, 3° 03′ 35″ est |                |            |      | Chapelle des franciscaines de Lille            |
| Chapelle Notre-Dame-de-Réconciliation de Lille       | Lille     |         | 50° 37′ 34″ nord, 3° 02′ 15″ est | « PA00107572 » |            |      | Chapelle Notre-Dame-de-Réconciliation de Lille |
| Chapelle Notre-Dame-du-Rosaire de Lille              | Lille     |         | 50° 39′ 04″ nord, 3° 05′ 00″ est |                |            |      | Chapelle Notre-Dame-du-Rosaire de Lille        |
| Chapelle de la famille Gonnet                        | Lille     |         | 50° 38′ 36″ nord, 3° 04′ 47″ est | « PA59000126 » |            |      | Chapelle de la famille Gonnet                  |
| Chapelle du Réduit de Lille                          | Lille     |         | 50° 37′ 46″ nord, 3° 04′ 18″ est |                |            |      | Chapelle du Réduit de Lille                    |
| Chapelle de l'Hospice Comtesse de Lille              | Lille     |         | 50° 38′ 28″ nord, 3° 03′ 53″ est |                |            |      | Chapelle de l'Hospice Comtesse de Lille        |
| Chapelle du collège Saint-Paul de Lille              | Lille     |         | 50° 38′ 01″ nord, 3° 02′ 57″ est |                |            |      | Chapelle du collège Saint-Paul de Lille        |
| Chapelle de l'Université catholique de Lille         | Lille     |         | 50° 37′ 58″ nord, 3° 02′ 46″ est |                |            |      | Chapelle de l'Université catholique de Lille   |
| Chapelle Saint-Albert-le-Grand de Lille              | Lille     |         | à géolocaliser                   |                |            |      | Chapelle Saint-Albert-le-Grand de Lille        |